# 印度无齿鲳
印度无齿鲳（学名：Ariomma indica）又名陶氏無齒鯧，为无齿鲳科无齿鲳属的鱼类。

## 命名
其种加词“indica”意为“印度的”，该物种的模式产地在印度马德拉斯而得名。

## 分布
本魚分布於印度洋至西太平洋：南起南非、經西亞的紅海及波斯灣到東南亞，東至斐濟莫阿拉島海域日本、印度以及中国南海、台湾海峡、东海等海域，属于近海暖水性中下层鱼类，棲息深度20-300公尺。

## 形態
本魚為中型魚類，體長可達25公分，通常為18公分，體形寬短，背鰭硬棘10-11枚、軟條14-16枚，臀鰭硬棘3枚、軟條13-15枚。體色銀色泛紫，鰭灰色。

## 生態
本魚生活在泥底質的大陸棚及大陸坡，成小群活動，屬肉食性，以無脊椎動物為食，可做為食用魚。